# Benjamin Lamme

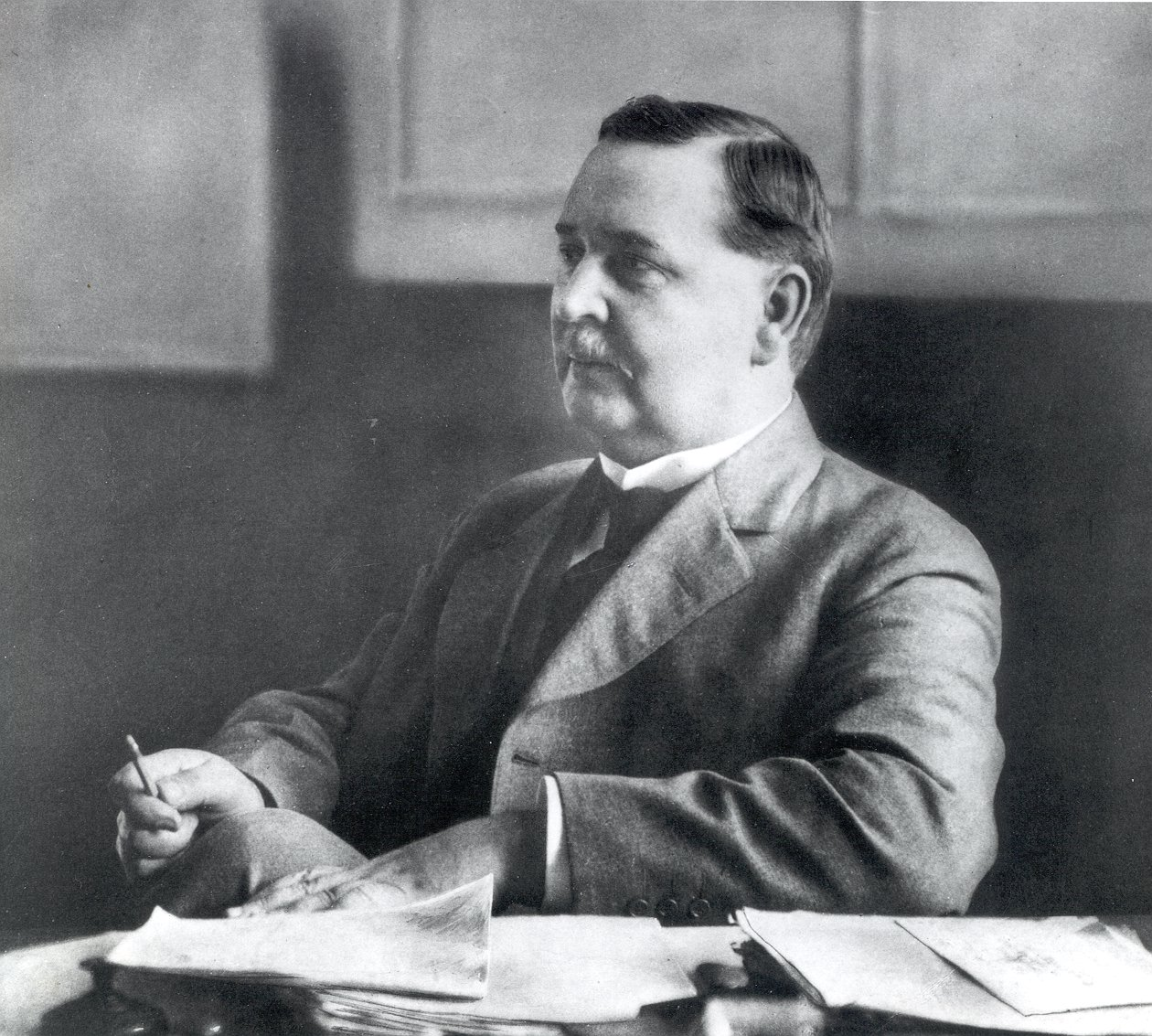
Benjamin G. Lamme (1926)

Benjamin Garver Lamme (Springfield, 12 januari 1864 - Pittsburgh, 8 juli 1924) was een Amerikaans elektrotechnicus en hoofdingenieur van Westinghouse die verantwoordelijk was voor het ontwerp van elektrische machines. Hij was de belangrijkste technicus die de tien gigantische Niagara waterval generatoren ontwierp en tevens de elektriciteitscentrale bouwde voor de Manhattan Elevated Railway in New York.

## Levensloop
Benjamin Lamme werd geboren op een boerderij nabij Springfield (Ohio). Hij studeerde in 1888 af in de werktuigbouwkunde aan de Ohio State universiteit, waarna hij in 1889 terechtkwam bij de Westinghouse Electric Company. Hij begon zijn loopbaan als assistent van Albert Schmid en over een periode van verscheidene jaren ontwikkelde hij diverse elektromotoren en generatoren. Voor de wereldtentoonstelling van 1893 in Chicago ontwierp hij veel van de apparaten die door Westinghouse bedrijf tentoon werden gesteld, zoals wisselstroomgeneratoren, inductiemotoren en roterende omzetters.
Voor de Niagara-waterkrachtcentrale (Adams Power Plant) ontwikkelde hij onder supervisie van Lewis Stillwell de generatoren van 3730 kW. Hierbij werkte hij samen met zijn jongere zus Bertha Lamme, die op zijn voordracht door Albert Schmid aangenomen was. Voor vele jaren zou de Niagara centrale de grootste elektriciteitscentrale van de wereld zijn. In 1895 kwam de centrale in bedrijf en in 1896 werd de opgewekte elektriciteit getransporteerd naar Buffalo (New York).
In 1903 werd hij gepromoveerd tot hoofdingenieur bij Westinghouse, een positie die hij tot aan zijn overlijden zou behouden. In 1919 ontving hij de IEEE Edison medal als erkenning voor zijn bedragen in de elektrische energieopwekking. De altijd vrijgezel gebleven Lamme overleed op zestigjarige leeftijd in Pittsburgh, Pennsylvania. Zijn testament bevatte een legaat voor de AIEE, die in 1928 werd gebruikt voor het instellen van de Lamme Medal om buitengewone ingenieurs in de energietechniek te eren.

## Ontwerp methodologie
Op de basisschool ontwikkelde Benjamin Lamme al een grote interesse in het rekenen en dan vooral in het hoofdrekenen. Op school moest hij de tafels van vermenigvuldiging tot 12 leren, maar gefascineerd door getallen leerde hij zichzelf aan om alle tafels tot 25 en later tot 36 uit het hoofd uit te rekenen. Deze zelf aangeleerde eigenschap van het hoofdrekenen zou hij later intensief gebruiken tijdens zijn universitaire studie en zijn werkzaamheden bij Westinghouse.
Via waarnemingen en door het stellen van vragen over de elektrische machines die bij Westinghouse werden gebouwd, kwam Lamme erachter dat deze machine het resultaat waren van op ervaring verkregen kennis zonder onderliggende informatie over de werking van de magnetische velden en de stroomkringen. Dit leidde hem tot het doorgrondig bestuderen van de machine ontwerpen en het maken van geavanceerde analyse- en rekenmodellen. Met deze modellen konden technici en hijzelf machines bouwen die gebaseerd waren op actuele wetenschappelijke kennis van die tijd.
Tijdens het testen deze gelijkstroom- en wisselstroommachines controleerde hij of zijn eerdere gemaakte rekenwerk overeenkwamen met de verkregen testresultaten, om zo de betrouwbaarheid van zijn rekenmodellen te waarborgen. Met zijn ontwikkelde ontwerp methodiek werden er grotere en efficiëntere machines gebouwd dan met praktisch voor mogelijk had beschouwd.

## Publicaties
Ondanks dat Lamme er niet van hield – hij vond het moeilijk – om technische artikelen te schrijven publiceerde hij toch zo'n 101 schrijvens, de meeste voor de Transactions and Proceedings van de AIEE. Een aantal werd ook opgenomen in de Electrical Journal, een Westinghouse tijdschrift. In zijn artikelen nam hij zo weinig mogelijk wiskundige berekeningen op omdat hij geloofde dat zijn lezers meer behoefte hadden aan tekstuele verklaringen dan aan uitgebreide berekeningen.
Hij was jarenlang bevriend met Charles Proteus Steinmetz, die werkzaam was bij het concurrerende General Electric, en deelden gezamenlijke interesses op het gebied van literaire boeken, in het bijzonder van fictieschrijvers. In 1922 werd hij door Steinmetz gevraagd om met hem zitting te nemen in een AIEE-commissie om nieuwe elektrische standaarden vast te leggen.